# 葛俊杰
葛俊杰（1959年—），上海人，汉族，中华人民共和国政治人物、第十二届全国人民代表大会上海地区代表。
毕业于上海财经大学商业经济专业，加入中国民主建国会，担任民建中央委员、上海市委副主委、上海光明食品（集团）有限公司副总裁。2008年，当选第十一届全国政协委员，代表中国民主建国会，分入第八组。2013年，被选为全国人大代表。